# Cotesia brachycera
Cotesia brachycera är en stekelart som först beskrevs av Thomson 1895.  Cotesia brachycera ingår i släktet Cotesia och familjen bracksteklar. Inga underarter finns listade i Catalogue of Life.